# Vanilla cristatocallosa
Vanilla cristatocallosa é uma espécie de orquídea de hábito escandente e crescimento reptante que existe da Guiana à região norte do Brasil. São plantas clorofiladas de raízes aéreas; sementes crustosas, sem asas; e inflorescências de flores de cores pálidas que nascem em sucessão, de racemos laterais.
Esta espécie pode ser reconhecida entre as Vanilla por apresentar labelo trilobado com crista longitudinal no disco e verrugas membranáceas sob a antera, com lobo terminal apresentando apêndices foliáceos; folhas carnosas ovaladas e acuminadas, medindo de 10 a 16 centímetros de comprimento por 4 a 6 de largura, presas à planta por longos pseudo-pecíolos canaliculados.